# Ronnie Svenson (fodbold)
Ronnie Svenson (født 31. juli 1978) er fodboldspiller (målmand). Hans nuværende klub er Skive IK i 1.Division.
I 2006 blev han kåret som årets profil i 2. division vest af sine kolleger.